# Diocesi di Neuburg

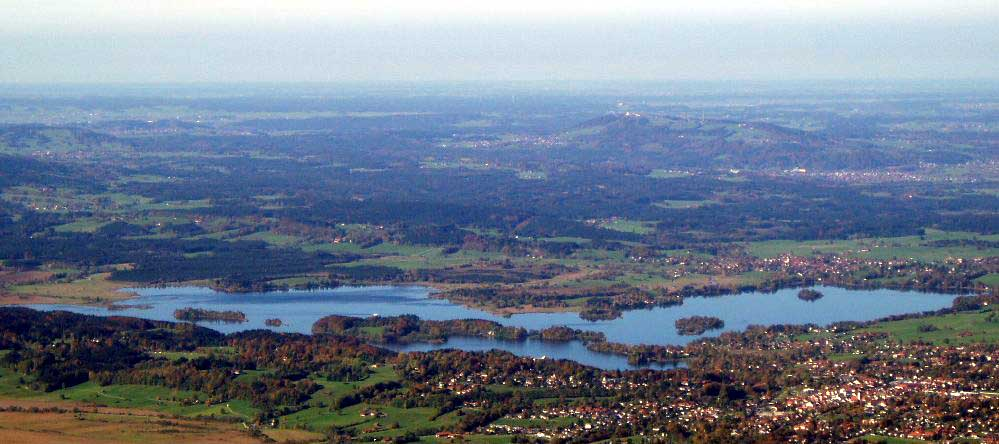
Vista aerea del lago di Staffelsee e dell'isola di Wörth

La diocesi di Neuburg è una sede soppressa della Chiesa cattolica in Germania.

## Territorio
La diocesi comprendeva parte dell'Alta Baviera.
Sede vescovile era la città di Neuburg.

## Storia
La diocesi fu eretta poco prima della metà dell'VIII secolo. La sede episcopale era nel monastero del lago di Staffelsee, sull'isola di Wörth, i cui abati erano incaricati dell'evangelizzazione della regione. Solo alla fine del secolo la sede fu trasferita a Neuburg, sulle rive del Danubio.
Originariamente, la diocesi era suffraganea di Magonza. Nel 798 entrò a far parte della provincia ecclesiastica dell'arcidiocesi di Salisburgo.
Nell'802 la sede episcopale fu soppressa ed i suoi territori uniti a quelli della diocesi di Augusta.

## Cronotassi dei vescovi
- Weggo † (740 - 765)
- Manno † (? - prima del 774 deceduto)
- Odalberto † (777 - 789)
- San Simperto † (789 - 802)